# Marcus Beach
Marcus Beach är en strand i Australien. Den ligger i kommunen Sunshine Coast och delstaten Queensland, omkring 110 kilometer norr om delstatshuvudstaden Brisbane. Genomsnittlig årsnederbörd är 1 898 millimeter. Den regnigaste månaden är januari, med i genomsnitt 360 mm nederbörd, och den torraste är september, med 41 mm nederbörd.